# چیمه
چیمه ، روستایی که توسط افرادی دارد نابود میگردد ولی یک روزی همه خواهند فهمید که این افراد دشمن چیمه بوده اند نه دلسوز چیمه. روستایی از توابع بخش مرکزی شهرستان نطنز در استان اصفهان ایران است.از تهران تا روستای چیمه  حدود ۳۰۰ کیلومتر فاصله است. این روستا در دامنه ی کوه کرکس واقع شده است.قدمت این روستا طبق مدارک موجود به زمان زرتشتیان برمیگردد.
این روستا دارای چهار محل میباشد محله های باغ هادی.سرپرنده.سرپشته.محله ده.
مرکز این روستا محله ده میباشد.
زبان و گویش روستا
زبان محلی روستا به زبان زرتشتی بر می گردد .